# Vladimír Koiš
Vladimír Koiš, né le 31 mars 1936 en Tchécoslovaquie et mort le 17 septembre 2017, est un joueur de football international tchécoslovaque (tchèque), qui évoluait au poste d'attaquant.

## Biographie

### Carrière en club
Avec le Sparta Prague, il remporte deux championnats de Tchécoslovaquie, et dispute une finale de Coupe de Tchécoslovaquie, perdue face au Spartak Trnava.
Avec cette même équipe, Koiš dispute deux matchs en Coupe d'Europe des clubs champions.

### Carrière en sélection
Avec l'équipe de Tchécoslovaquie, il figure dans le groupe des sélectionnés lors de la Coupe du monde de 1962. Lors du mondial organisé au Chili, il ne joue aucun match. La Tchécoslovaquie atteint la finale de la compétition, en étant battue par le Brésil.

## Palmarès
| Sparta Prague - Championnat de Tchécoslovaquie (2) : - Champion : 1964-65 et 1966-67. - Vice-champion : 1965-66. - Coupe de Tchécoslovaquie : - Finaliste : 1966-67. |  | Tchécoslovaquie - Coupe du monde : - Finaliste : 1962. |